# 27 Brygada Moździerzy

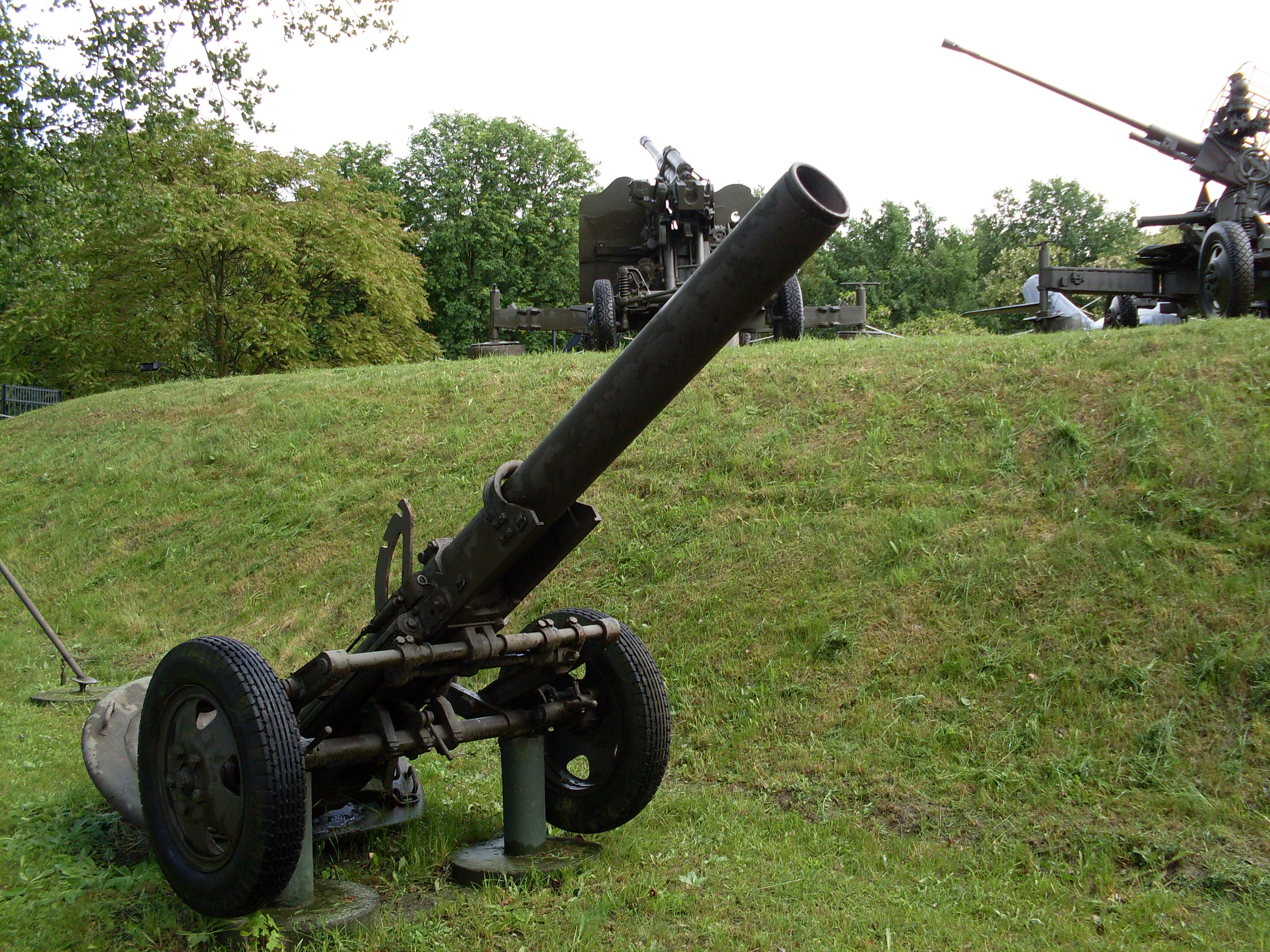
160 mm moździerz wz 1943

 27 Brygada Moździerzy Ciężkich (27 BMC) – związek taktyczny artylerii Wojska Polskiego (JW Nr 2096).

## 27 Brygada Moździerzy
W czerwcu 1953, na bazie 21 samodzielnego pułku moździerzy w Brodnicy, sformowana została 27 Brygada Moździerzy według etatu Nr 4/95 o stanie 804 żołnierzy i 12 pracowników kontraktowych. Brygada weszła w skład 6 Dywizji Artylerii Przełamania.
Zgodnie z etatem nr 4/99 brygady moździerzy z 9 września 1953, w jej skład wchodziło dowództwo i trzy dywizjony moździerzy. Każdy dywizjon miał dwie rozwinięte baterie moździerzy i jedną skadrowaną. Stan etatowy liczył 696 żołnierzy i 12 pracowników wojska. Na uzbrojeniu posiadała 42 moździerze 160 mm.

## 27 Brygada Moździerzy Ciężkich
W grudniu 1955 jednostka przeformowana została w 27 Brygadę Moździerzy Ciężkich. Zgodnie z etatem Nr 4/120 z 4 listopada 1955 w skład brygady wchodziły następujące pododdziały:
- dowództwo
- bateria dowodzenia (plutony: łączności, topograficzny i rozpoznania)
- dywizjon szkolny
- dywizjon 160 mm moździerzy wz. 1943
- dywizjon 160 mm moździerzy (skadrowany)
- dywizjon 240 mm moździerzy (skadrowany)

Brygadowe dywizjony 160 mm moździerzy miały cztery baterie, natomiast dywizjon 240 mm moździerzy - trzy baterie. Każda z baterii miała pluton dowodzenia i dwa plutony ogniowe. Łącznie w brygadzie powinno być czternaście 240 mm moździerzy M-240 i czterdzieści osiem 160 mm moździerzy wz. 1943. Do czasu faktycznego wprowadzenia moździerzy ciężkich w bateriach znajdowały się wyłącznie 160 mm moździerze wzór 1943. Stan etatowy wynosił 757 żołnierzy.
W grudniu 1956 brygada przeformowana została w 69 dywizjon moździerzy ciężkich w Chełmnie, a dowództwo brygady przeformowane w Dowództwo 6 Brygady Artylerii Przełamania. Nowo powstały dywizjon podporządkowany został dowódcy 6 BAP.
Latem 1957 6 BAP przeformowana została w 6 Brygadę Artylerii Armat, a 69 dywizjon moździerzy ciężkich w dywizjon moździerzy ciężkich 6 BAA.